# Maketarstvo
Maketarstvo je konjiček, katerega namen je izdelati maketo letala, ladje, stavbe, lokomotive itd. 
Maketa mora biti tako po barvi in obliki čim bolj podobna pravemu objektu, katerega maketo izdelujemo (čim več pomanjšanih podrobnosti, uporaba pravih barv, napisov,...). Za maketo ni pomembno, da dejansko oponaša lastnosti originalnega objekta (plovnost ladje, letalo leti, in podobno). Mnogo ljudi maketarstvo zamenjuje z modelarstvom. Naloga tega je izdelati model, ki oponaša funkcionalne lastnosti objekta, katerega model izdelujemo.
Maketa ima običajno označeno ali znano merilo glede na originalni objekt. Tako so v uporabi merila npr. 1:700, 1:144, 1:72, 1:48, 1:32, in tudi ostala, manj pogosta merila.
Maketa, ki ponazarja objekt, umeščen v prostor, običajno na podlagi dejanske fotografije, se imenuje vinjeta oz. diorama (npr. potapljajoči se Titanic, možje okoli tanka na fronti, ipd.).

## Materiali
Običajno se, glede na uporabljen material, maketarstvo deli na:
- plastično maketarstvo
- kovinsko maketarstvo
- leseno maketarstvo.

Manj pogosto se pojavljajo makete iz papirja in ostalih materialov.

## Povezave
- forum makete.si
- Prikaz barvanja s čopiči

Angleško:
- Armorama
- Missing lynx
- AeroScale